# Ernst Zunker
Ernst Zunker (* 13. August 1908 in Greifswald; † 6. Februar 1999) war ein deutscher Bibliothekar.

## Leben und Wirken
Nach seiner Reifeprüfung in Greifswald studierte Ernst Zunker Evangelische Theologie, Germanistik, Volkskunde und Nordistik an den Universitäten in Greifswald, Marburg und Berlin. Nach dem ersten theologischen Examen promovierte er 1934 an der Universität Greifswald. In den wissenschaftlichen Bibliotheksdienst trat er 1933 an der Universitätsbibliothek Greifswald und legte die Fachprüfung hierfür 1936 an der Universitätsbibliothek Leipzig ab. Nach einer Tätigkeit an der Zentralbibliothek der Deutschen Arbeitsfront (1936 bis 1939) erhielt er 1939 eine Planstelle an der Universitätsbibliothek Greifswald. Von 1941 bis 1948 war er im Kriegsdienst und in französischer Kriegsgefangenschaft. Nach Greifswald zurückgekehrt, wurde er 1955 mit der Leitung der dortigen Universitätsbibliothek beauftragt und 1957 zu ihrem Direktor ernannt. Ein Jahr später wechselte er nach Westdeutschland und wurde 1958 als Nachfolger von Hans Cordes mit der Leitung des Zentralkatalogs Baden-Württemberg beauftragt. Dieses Amt hatte er bis 1975 inne. 
In seinen historischen Veröffentlichungen beschäftigte sich Zunker vor allem mit Themen aus der Geschichte von Greifswald und Umgebung. 

## Schriften
- Die volkskundliche Erfassung des Handarbeiterstandes. Studien zur Gegenwartsvolkskunde (= Form und Geist, Bd. 32). Eichblatt, Leipzig 1934 (Dissertation Universität Greifswald).
- Thomas Thorild als Bibliothekar in Greifswald. In: Zentralblatt für Bibliothekswesen, Bd. 67 (1953), S. 15–46 u. 103–130.
- Der Greifswalder „Medizinische Lesezirkel“ vom Jahr 1802. Ein Randkapitel der Greifswalder Bibliotheksgeschichte. In: Heinrich Roloff (Hrsg.): Bibliothek, Bibliothekar, Bibliothekswissenschaft. Festschrift Jorius Vorstius, zum 60. Geburtstag dargebracht. Harrassowitz, Leipzig 1954, S. 415–431.
- Johann Carl Dähnerts empfindlichster Misserfolg. Der Verlust der Salvius’schen Manuskripte für die UB Greifswald. In: Zentralblatt für Bibliothekswesen, Bd. 69 (1955), S. 110–124.
- Die Greifswalder wissenschaftlichen Zeitschriften und periodischen Veröffentlichungen. Ein Beitrag zur Universitätsgeschichte. In: Festschrift zur 500-Jahrfeier der Universität Greifswald, 17.10.1956. Bd. 1. Verlag der Volksstimme, Greifswald 1956, S. 265–282.
- Thorild und Herder. In: Gustav Erdmann (Hrsg.): Worte und Werte. Bruno Markwardt zum 60. Geburtstag. De Gruyter, Berlin 1961, S. 484–496.
- Die Bedeutung regionaler Zentralkataloge für das Erfassungsgebiet. Am Beispiel des Zentralkatalogs der wissenschaftlichen Bibliotheken des Landes Baden-Württemberg dargestellt. In: Ewald Lissberger (Hrsg.): In libro humanitas. Festschrift für Wilhelm Hoffmann zum 60. Geburtstag, 21. April 1961. Klett, Stuttgart 1962, S. 151–164.
- Der Zentralkatalog und seine Leute. In: Zeitschrift für Bibliothekswesen und Bibliographie, Bd. 13 (1966), S. 1–15.
- Der Leihverkehr in der deutschen Bundesrepublik nach der Einschaltung der Zentralkataloge und dem Erlass der Leihverkehrsordnung 1966. In: Nordisk tidskrift för bok- och biblioteksväsen, Bd. 54 (1967), S. 66–80.
- Irrtümer bei der Enthüllung anonymer Schriften und ihr Weiterleben in Bibliothekskatalogen. In: Libri, Bd. 17 (1967), S. 176–183.
- (Hrsg.): Der Leihverkehr in der Bundesrepublik Deutschland. Die Leihverkehrsordnung von 1966; Einführung, Kommentar, Verzeichnis der am Leihverkehr teilnehmenden Bibliotheken, Literaturverzeichnis (= Zeitschrift für Bibliothekswesen und Bibliographie, Sonderhefte, Bd. 8). Klostermann, Frankfurt/M. 1968.
- (Übers.): Tönnes Kleberg / Buchhandel und Verlagswesen in der Antike. 3. Aufl. Wissenschaftliche Buchgesellschaft, Darmstadt 1969.
- Veränderungen des Leihverkehrsbildes nach der Einschaltung der Zentralkataloge. Region des ZK Baden-Württemberg. In: Libri, Bd. 19 (1969), S. 126–137.
- Die Bedeutung der Stadtbibliothek Ulm für die Stadt, die engere Region und den deutschen Leihverkehr. In: Alice Rössler (Hrsg.): Aus Archiv und Bibliothek. Studien aus Ulm und Oberschwaben. Max Huber zum 65. Geburtstag. Konrad, Weissenhorn 1969, S. 240–247.
- Casimir Ulrich Boehlendorff und die pommerschen Freunde aus der Gesellschaft der freien Männer und im Einflußbereich Hölderlins. In: Baltische Studien, Bd. 60 (1974), S. 101–126.
- Die Ausstattung der Leihverkehrsregionen mit deutschsprachigen Monographien ab Erscheinungsjahr 1945 (= Bibliotheksdienst, Beiheft, Bd. 146). Deutscher Bibliotheksverband, Berlin 1977, ISBN 3-87068-126-8.